# Téléshopping
Téléshopping, anciennement intitulée Le Magazine de l'objet, est une émission de télévision française de télé-achat présentée par Marie-Ange Nardi et Alexandre Devoise et diffusée sur TF1 du 5 octobre 1987 au 31 décembre 2025.

## Histoire
L'émission est importée des États-Unis en 1987 par Pierre Bellemare et Grégory Frank, qui la présentent à l'antenne de TF1, avec Maryse Corson. La Une souhaite nommer le programme Téléshopping mais la CNCL le lui interdit et impose au diffuseur le nom Le Magazine de l'objet, tout en s'opposant au fait que l'émission débouche sur de la vente à distance. Cependant, rien dans la loi n'interdit à une chaîne de télévision française de diffuser ce type de programme. C'est ainsi que TF1 passe outre aux recommandations du régulateur,, et que les autres chaines commerciales, lanceront elles aussi leurs propres programmes : Le Club du télé-achat sur La Cinq et La Grande Boutique de M6 (M6 Boutique) sur M6. Toutes coproduites par des sociétés dans lesquelles Pierre Bellemare détient une participation, à l'exception de La Boutique de Canal+ (1987-1991),. Pierre Bellemare redonne le nom Téléshopping à l'émission, dès le 17 octobre 1988.
Il est courant que les gens utilisent le mot « téléshopping » comme un nom commun pour désigner le télé-achat de façon générique, même s'il s'agit bel et bien d'une marque commerciale. Téléshopping a donné naissance à d'autres émissions de télé-achat comme Télé Vitrine et Shopping avenue Matin, qui sont des filiales.
Le 2 juin 2014, le groupe TF1 lance sa première application de TV-commerce (achat par la télévision) pour l'émission Téléshopping. 
Depuis le 31 janvier 2019, TF1  qui disposait de son activité de télé-achat propre via Téléshopping cède sa branche à la société de production Stars dirigée par Jérôme Dillard. Néanmoins, la chaine garantit la diffusion du programme jusqu'en 2024.
En 2022, le dernier magasin Téléshopping en France métropolitaine à Paris Haussmann ferme définitivement ses portes. La page Facebook "Les magasins Téléshopping" n'est plus alimenté depuis juillet 2022.
En avril 2023, le groupe Stars qui détient Téléshopping est placé en redressement judiciaire, entrainant la déprogrammation des émissions diffusées sur TMC et TFX. L'émission Téléshopping est néanmoins maintenue sur TF1,. 
Dans l'été 2023, le groupe Stars est placé en liquidation judiciaire. L'enseigne reste toutefois active, reprise par la société Selextra, faisant partie du groupe hispanique CILMD.
Après 38 années d'antenne, TF1 annonce en juillet 2025, l'arrêt définitif du programme le 31 décembre 2025,. 

## Présentation
- Pierre Bellemare, Maryse Corson et Grégory Frank (1987-1994)
- Laurent Cabrol (1994-2008) et Catherine Falgayrac (1994-2006)
- Marie-Ange Nardi (depuis 2008) et Alexandre Devoise (depuis 2014)

Après le duo Pierre Bellemare et Maryse Corson qui a présenté l'émission durant les 7 premières années, ces derniers passent la main à Laurent Cabrol qui présentera l'émission en duo avec Catherine Falgayrac. Cette dernière avait déjà présenté Le Club du télé-achat de 1991 à 1992 sur La Cinq pour le matin sur TF1 de 1994 à 2006 et l'après-midi sur Monté-Carlo TMC de 1994 à 1997.
De septembre 1994 au 29 mars 2008, Laurent Cabrol présente cette émission en compagnie de Virginie Daviaud (ex de France 3), Damien Bravais, Sophie Gaillard et Gérard Baud.
Catherine Falgayrac quitte le Téléshopping et TF1 le samedi 30 décembre 2006, laissant l'émission à Laurent Cabrol.
Marie-Ange Nardi, venant de France Télévisions succède à Laurent Cabrol à partir du 31 mars 2008.
Le 28 juin 2014, Alexandre Devoise se joint à la présentation du télé-achat de TF1.

## Co-animateurs
- Gérard Baud (2007-2021)
- Damien Bravais (2005-2021)
- Virginie Daviaud (2006-2009)
- François Delorme (depuis 2000)
- Barbara Froger (2000-2019)
- Sophie Gaillard (2002-2008)
- Alain Lançelot (2000-2013)
- Véronique Le Nir (1992-1994, 1998-2008)
- Stéphanie Valton (depuis 2011)

## Démonstrations
Les démonstrations des objets sont présentées par les présentateurs cités mais aussi par des petits clips de démonstration. Ces petits clips de démonstration sont accompagnés par des mannequins récurrents comme Fabienne, une ex-coco-girl de chez Stéphane Collaro, ou le mannequin Estelle Alandy.

## Émissions dérivées
Outre la diffusion de Téléshopping, TF1 a proposé d'autres émissions de télé-achat sur son antenne à un rythme hebdomadaire :
- Télévitrine (1991-2013) animée par Patrick Simpson-Jones (1991-1992), Francis Cadot (1992-1999), Évelyne Dhéliat (1992-1993), Véronique Touyé (1993-1994), Denise Fabre (1993-1999), Maryse Gildas (1999-2003), Catherine Laborde[18]  (2003-2011), Michel La Rosa (2011-2013)
- Shopping à la Une (1999-2000) animée par Christian Morin
- Shopping Avenue Matin (2000-2011) animée par Michel La Rosa

## Identité visuelle

### Logos

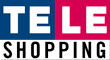
Logo de Téléshopping de 1990 à 2004.
Logo de Téléshopping de 2004 à 2010.
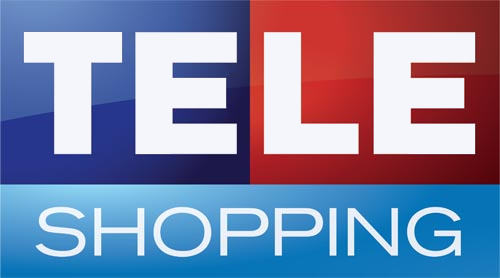
Logo de Téléshopping de 2010  à 2014.
Logo de Téléshopping de 2014 à 2020.
Logo de Téléshopping depuis 2020.

Le logo de Téléshopping, entre 1990 et 2020, ressemblait fortement au logo de TF1.